# Abante (figlio di Linceo)
Abante (in greco antico: Ἄβας?, Ábās) è un personaggio della mitologia greca. Fu il quindicesimo re di Argo.

## Genealogia
Figlio di Linceo ed Ipermnestra, sposò Aglaia e fu padre di Acrisio, Preto, Idomenea (o Eidomene) ed un figlio avuto da una concubina e di nome Lirco.

## Mitologia
Successe al trono del padre e fu un grande conquistatore, fondò la città di Abe in Focide e fondò l'Argo pelasgico in Tessaglia.
È ricordato anche per aver ricevuto in dono dal padre (Linceo) lo scudo consacrato nell'Heraion di Argo che fu del nonno (Danao). Questo scudo gli fu donato poiché fu il primo ad informare il padre della morte del nonno.
Abante fu un re così temuto che dopo la sua morte lo stesso scudo veniva usato per sedare le ribellioni ed alla sua vista i popoli in sommossa cessavano di combattere.
Durante la guerra di Troia, lo scudo entrò in possesso di Enea che lo appese in dono all'ingresso del tempio di Apollo ad Azio.
Dopo la sua morte fu succeduto dal figlio Preto.